# 제프 파울러
제프 파울러(Jeff Fowler)는 미국의 영화 제작자, 애니메이터, 시각 효과 예술가이다.
수퍼 소닉 (영화)의 실사판 감독을 맡았고 2022년 후속작인 수퍼 소닉 2로 복귀했다.

## 참여 작품

### 영화
- 괴물들이 사는 나라 (영화)
- 수퍼 소닉 (영화)
- 수퍼 소닉 2
- 수퍼 소닉 3

### 텔레비전
- 길모어 걸스

### 비디오 게임
- 섀도 더 헤지호그 (비디오 게임)